# Ryszard Tobys

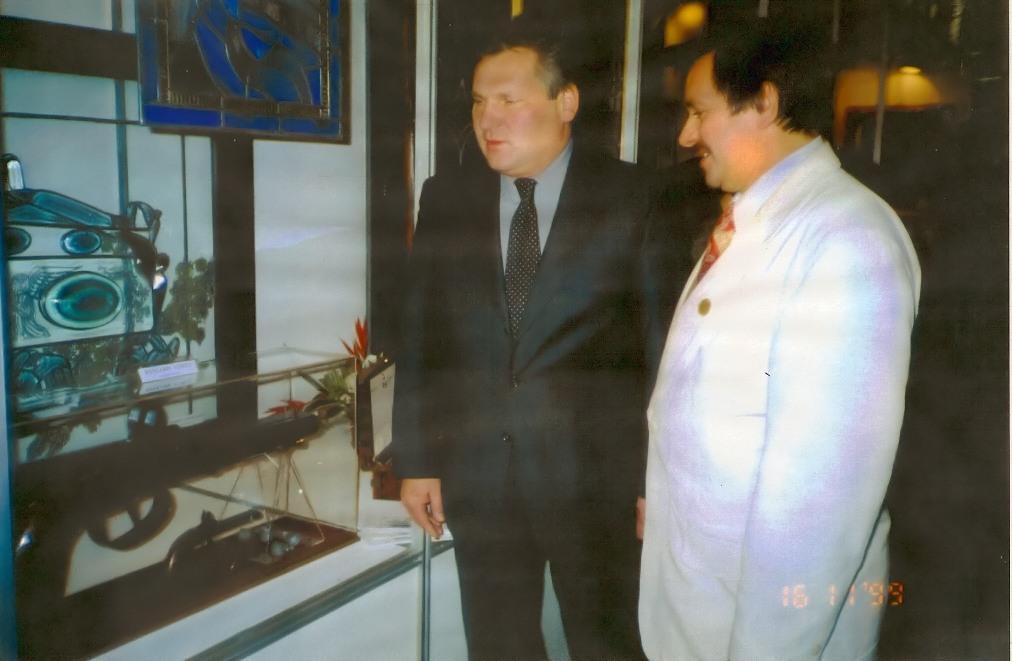
Ryszard Tobys, prezydent Aleksander Kwaśniewski na wystawie w Izbie Rzemieślniczej w Poznaniu, rok 1999

Ryszard Tobys – rusznikarz z Piotrowa Drugiego w gminie Czempiń. W roku 2002 uzyskał certyfikat Księgi Rekordów Guinnessa za największy strzelający rewolwer czarnoprochowy Remington model 1859.

## Remington mod. 1858 – największy rewolwer na świecie
Kilkakrotnie powiększona wersja oryginalnego czarnoprochowego rewolweru Remington model 1858. Jego istotne elementy zostały wykonane ze stali węglowej i oksydowanej, kabłąk z mosiądzu a okładziny z drewna orzechowego. Szkielet rewolweru podobnie jak oryginał został wykonany z jednego kawałka stali. W bębnie mieści się sześć ołowianych kul o średnicy 28 mm i wadze 128 g każda, waga prochu w jednej komorze to 22 g. Strzela celnie na odległość do 100 metrów. Rewolwer ma 126 cm długości, 40 cm wysokości i waży 45 kg. W 2002 roku został wpisany do Księgi rekordów Guinnessa i tym samym uznany za największy działający czarnoprochowy rewolwer na świecie.